# Meždurečenskij rajon (Oblast' di Kemerovo)
Il Meždurečenskij rajon (in russo Междуреченский район?) è un rajon dell'oblast' di Kemerovo, nella Russia europea; il capoluogo è la città di Meždurečensk che non fa parte del distretto. Istituito nel 1989, consta di una popolazione di 1 170 abitanti (2021). Si trova nella parte sud-orientale della oblast'.